# BMW Ljubljana Open 1991
Il BMW Ljubljana Open 1991 è stato un torneo di tennis facente parte della categoria ATP Challenger Series nell'ambito dell'ATP Challenger Series 1991. Il torneo si è giocato a Lubiana in Jugoslavia dal 6 al 12 maggio 1991 su campi in terra rossa.

## Vincitori

### Singolare
Slobodan Živojinović ha battuto in finale  Andrej Ol'chovskij con il punteggio di 6–7, 7–6, 6–3

### Doppio
Andrej Ol'chovskij /  Slobodan Živojinović hanno battuto in finale  Daniel Vacek /  Richard Vogel con il punteggio di 7–5, 6–3